# Касаткин-Ростовский, Константин Михайлович
Князь Константин Михайлович Касаткин-Ростовский — воевода во времена правления Ивана IV Васильевича Грозного.
Из княжеского рода Касаткины-Ростовские. Второй, из трёх сыновей родоначальника, князя Михаила Александровича по прозванию "Касатка", упомянутого в 1543 году первым воеводой в Туле и в марте 1545 года первым воеводой Ертаульного полка в Казанском походе. Имел братьев, князей: Владимира Михайловича — в марте 1545 года первый воевода войск левой руки в Казанском походе по Оке и Юрия Михайловича — посланного в 1551 году под Оршу девятым воеводой.

## Биография
В марте 1545 года первый воевода восьмого Ертаульного полка в Казанском походе по реке Ока. В сентябре 1551 года второй воевода двадцатого полка войск правой руки в походе к Полоцку, а потом послан десятым воеводой к Вильно.
По родословной росписи показан бездетным.